# Acrocercops insulariella
Acrocercops insulariella là một loài bướm đêm thuộc họ Gracillariidae. Loài này có ở Hoa Kỳ (California).
Ấu trùng ăn Chrysolepis chrysophylla, Chrysolepis sempervirens, Quercus agrifolia, Quercus chrysolepis, Quercus garryana, Quercus tomentella, Quercus vaccinifolia và Quercus wislizeni. Chúng có thể ăn lá nơi chúng làm tổ.